# Musée archéologique du Val-d'Oise
Ne doit pas être confondu avec Musée archéologique de l'Oise.
Le musée archéologique du Val-d'Oise est situé à Guiry-en-Vexin, village du Vexin français, à 50 km environ au nord-ouest de Paris. Il se situe au sein du Parc naturel régional du Vexin français.
Il présente de façon chronologique dans ses onze salles réparties sur deux niveaux les vestiges archéologiques issus des fouilles sur le département du Val d'Oise. Plus de 3000 objets, monnaies, bijoux, poteries, sculptures, outils agricoles, datant du paléolithique au XXe siècle sont visibles comprenant entre autres, la plus importante collection de stèles mérovingiennes de France.
Il conserve par ailleurs, plus de 30 000 objets archéologiques en réserves, à des fins d'étude ou de valorisation.

## Histoire

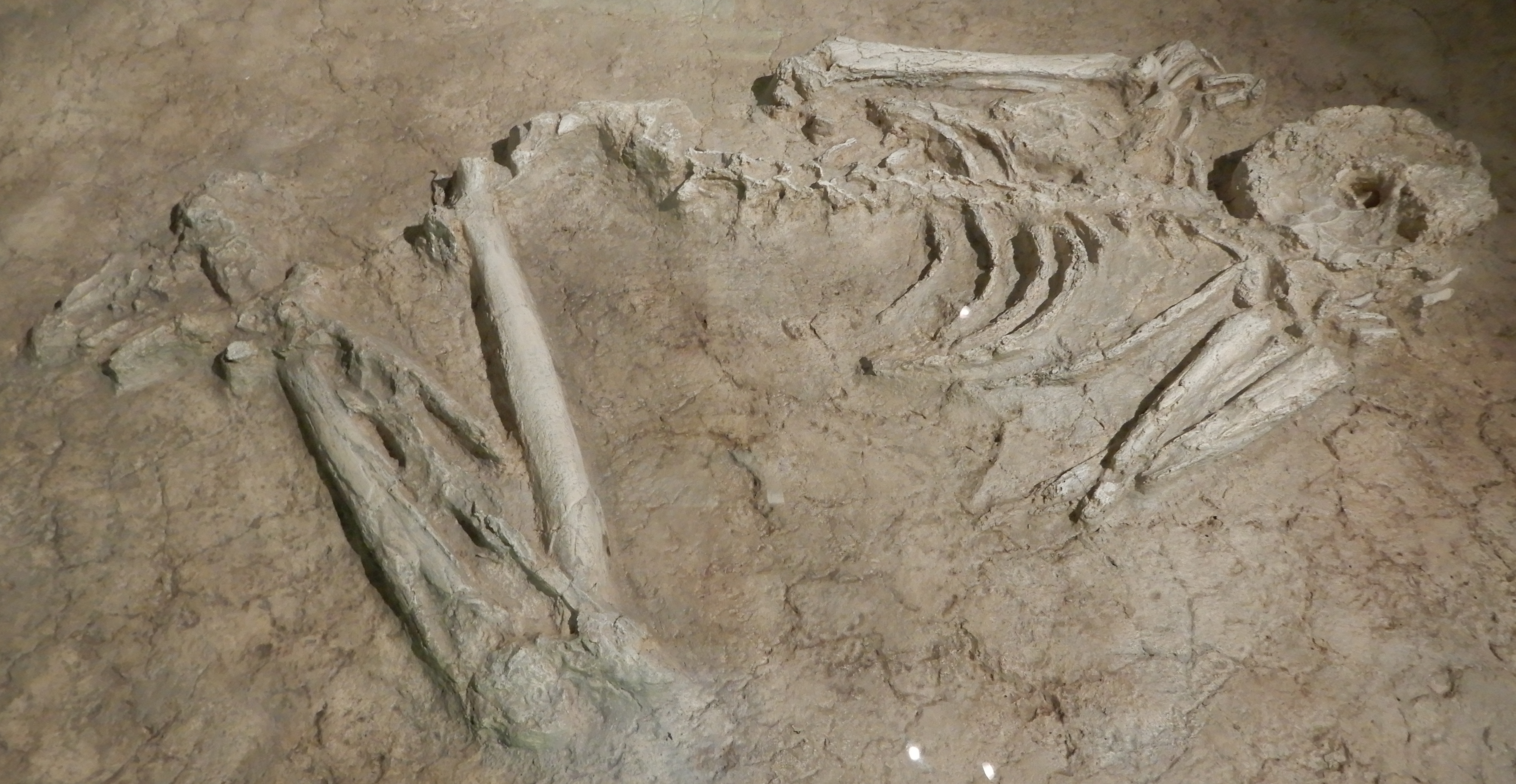
Moulage d'un des plus anciens squelettes trouvé dans le Vexin.

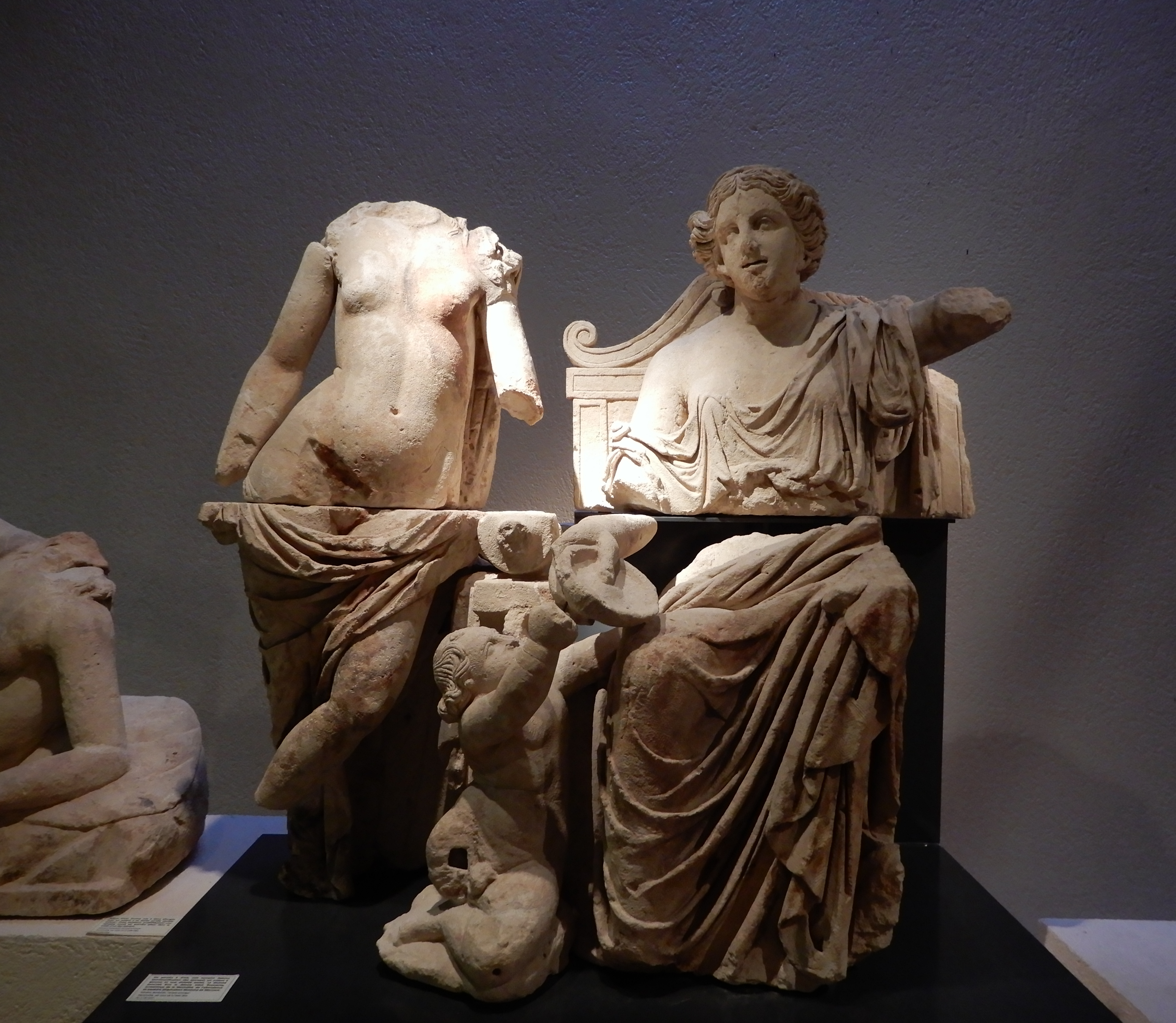
Nymphée du sanctuaire de Genainville.

Inauguré le 30 septembre 1983, il succède au petit musée archéologique de Guiry, créé en mai 1955 par le Centre de Recherche Archéologique du Vexin Français, qui était installé dans la mairie. Il est situé au centre du village, face au château et présente une architecture contemporaine sobre, bien intégrée au site.
Dès 1969, des pourparlers avaient été engagés entre le Département et le C.R.A.V.F. (Centre de Recherches Archéologiques du Vexin français) pour l'extension du musée. Le projet reçu un premier accord de principe de la part du Conseil Général le 14 janvier 1970, et en 1974 fut arrêté le principe d'une construction neuve. La convention de donation des collections fut signée le 21 octobre 1978 et la construction débuta en 1980. Son financement fut assuré à 60 % par le Département et à 40 % par l’État.
À l'origine d'une superficie totale de 1500 m², dont 735 m² de salles d'expositions, le musée a été agrandi en 1992. L'espace réservé aux expositions a été élevé à près de 1000 m².

## Salle de géologie
La première salle du musée est entièrement consacrée à la géologie régionale du bassin parisien, ce qui est unique en Île-de-France.
Elle permet d'expliquer:
- le substrat et les matériaux sur et avec lesquels se sont développées les activités humaines;
- le climat et l'environnement qui ont accompagné le développement de ces activités humaines.

À ce titre, on y trouve une reconstitution de la structure profonde du bassin parisien (profil ECORS), une présentation de la flore et le faune de l'ère tertiaire et de l'environnement de la Seine aux temps glaciaires.

## Éléments remarquables des collections

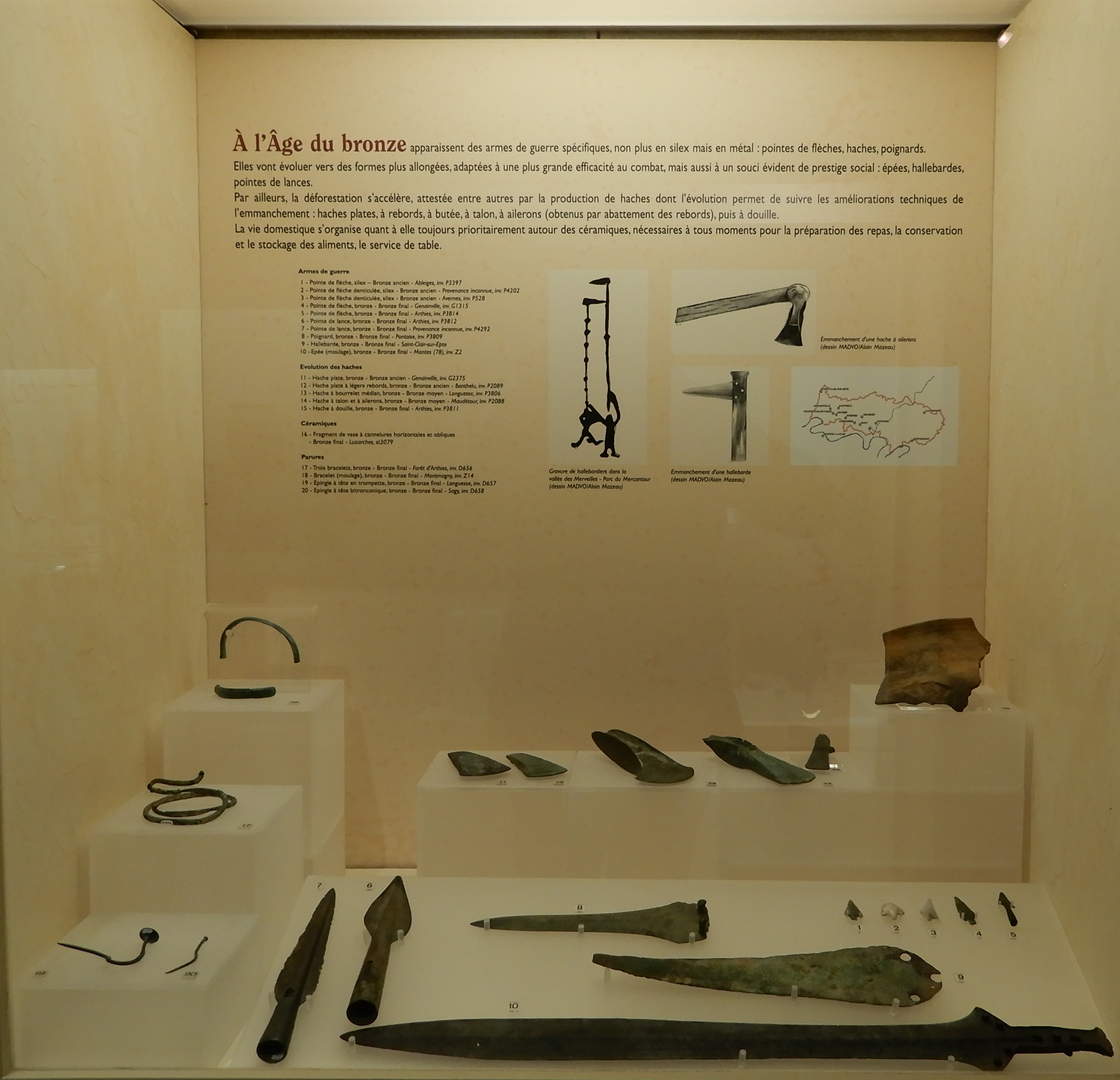
Armes de l'âge de Bronze.

- Armes et objets trouvés dans l'agglomération gauloise puis gallo-romaine d'Épiais-Rhus ;
- Statuaire antique du sanctuaire de Genainville ;
- Stèles funéraires provenant des nécropoles mérovingiennes du Vexin ;
- Trésor monétaire enfoui à Domont pendant La Fronde ;
- Statues en béton du pavillon soviétique érigé à Paris en 1937 pour l'Exposition internationale des Arts et Techniques de la Vie Moderne, retrouvées en 2004 dans une glacière du château de Baillet-en-France.

## Espace pédagogique
La Passerelle, de la fouille à l’exposition, est un nouvel espace destiné au jeune public. De la recherche à la prospection en passant par la valorisation, tous les maillons de la chaîne archéologique sont reconstitués. Les enfants se mettent tour à tour dans la peau d’un archéologue engagé sur une fouille, d’un chercheur travaillant dans un laboratoire, d'un conservateur de musée commissaire d’exposition. À chaque étape, de multiples observations, analyses et manipulations leur permettent de décrypter un site archéologique du Val-d'Oise.

## Expositions temporaires
Le musée archéologique propose une exposition temporaire par an, adaptée à tous les publics. Il offre par ailleurs une programmation culturelle diversifiée : visites, ateliers, conférences et événements.